# Васкуларно ремоделирање
Васкуларно ремоделирање активни процес  који резултује променом геометрије крвног суда. Обично је адаптивни процес као одговор на хроничне промене хемодинамских стања и/или хуморалних фактора. Међутим, касније, васкуларно ремоделирање може допринети патофизиологији васкуларних болести и поремећаја циркулације. 
Конвенционално, архитектура артерија се заснива на збијеним ћелијама глатких мишића и екстрацелуларном матриксу. Међутим, адвентитиција и ендотел се сада посматрају као кључни играчи у васкуларном расту и поправци. Током истраживања појавила се нова динамична слика крвних судова у сталном самоодржавању, и постављају се фундаментална питања о ћелијској хетерогености артерија и временском току и покретању нормалног и патолошког васкуларног ремоделирања.  

## Модели
Бројни модели су предложени за описивање ефеката течности на васкуларно ремоделирање у ембриону. Једна тачка која се често пропушта  у овим аналогијама је чињеница да се процес одвија унутар живог система; ћорсокак се може одломити и поново спојити на другом месту, гране се затварају и отварају на спојевима или формирају вентиле, а крвни судови су изузетно деформабилни, способни да се брзо прилагоде новим условима и формирају нове путеве. Теоретски, формирање васкуларног стабла се може замислити у смислу теорије перколације . Мрежа цеви настаје насумично и на крају ће успоставити пут између две одвојене и неповезане тачке. Једном када неки критични број клијајућих цеви мигрира у претходно незаузето подручје, између ове две тачке може се успоставити путања која се зове фрактал.  Фрактали су биолошки корисне конструкције, јер се ослањају на бесконачно повећање површине , што у биолошком смислу значи огромно повећање ефикасности транспорта хранљивих материја и отпада.  Фрактална путања је флексибилна; ако је једна веза прекинута, друга се формира да би поново успоставила пут.  Ово је корисна илустрација како се формира васкуларно стабло, иако се не може користити као модел. Модел агрегације ограничен дифузијом дао је симулиране резултате који су најближи у поређењу са васкуларним стаблима ин виво . Овај модел сугерише да се васкуларни раст дешава дуж градијента смичног напрезања на зиду суда, што резултира растом радијуса посуда.  Агрегација ограничена дифузијом предлаже да агрегат расте фузијом насумичних шетача, који сами ходају дуж градијента притиска.  Случајно ходање је једноставно верзија дифузионе једначине заснована на вероватноћи.  Дакле, у примени овог модела на васкуларно стабло, мали, отпорни судови морају бити замењени великим, проводним судовима како би се избалансирао притисак у целом систему.  Овај модел даје структуру која је више насумична на врховима него у главним линијама, што је повезано са чињеницом да су Лапласове формулације стабилне када је брзина негативна у односу на градијент притиска.  У главним линијама, то је увек тако, али у малим клицама брзина варира око 0, што доводи до нестабилног, насумичног понашања. 
Још једна велика компонента процеса ремоделирања је искључење разгранатих судова, који затим мигрирају у дистална подручја како би се хомогено снабдевали крвљу.  Утврђено је да морфогенеза гранања прати модел диелектричног слома , по томе што ће се само судови са довољним протоком повећати, док ће се други затворити.  На местима унутар крвног суда где се две цеви одвоје од једне, један крак расцепа ће се вероватно затворити, одвојити и мигрирати према венској линији, где ће се поново спојити. Резултат затварања огранка је да се проток у главном воду повећава и постаје мање турбулентан, а крв почиње да тече и према подручјима која недостају.  Која ће се грана затворити зависи од брзине протока, правца и угла гранања; генерално, угао гранања од 75° или више ће захтевати затварање мање гране. 
Дакле, неколико важних параметара васкуларног ремоделирања може се описати коришћењем комбинованих модела агрегације ограничене дифузијом и диелектричног слома: вероватноћа да ће се грана затворити (пластичност цепања крвних судова), да ће се суд поново повезати са венском линијом (пластичност поновног раста клица), отпорност на скупљање врхова клијања (равнотежа између спољашње компресије и унутрашњег смичног напрезања), и однос спољни раст ткива до унутрашњег ширења судова. Међутим, овај модел не узима у обзир дифузију кисеоника или сигналне факторе који могу играти улогу у ембрионалном васкуларном ремоделирању.  Ови модели доследно репродукују већину аспеката васкулатуре виђених ин виво у неколико различитих специјализованих случајева. 

## Значај васкуларног ремоделирања за прогресију болести
Данас је познато да, поред тога што може акутно да промени свој тонус, крвни суд је способан да хронично мења своју структуру као одговор на специфичне услове, који је посредовановаскуларним ремоделирањем. 
Сматра се да је васкуларно ремоделирање у неембрионалним ткивима симптоматично за прогресију болести, међу којима су кардиоваскуларне болести један од најчешћих узрока смрти у свету  и често су повезане са зачепљењем или стенозом крвних судова, што може имати драматичне биомеханичке ефекте. 
Код акутног и хроничног ремоделирања, повећање смичног напрезања смањени пречник зачепљеног крвног суда може изазвати вазодилатацију, чиме се враћају типични нивои напона смицања.  Међутим, дилатација такође доводи до повећаног протока крви кроз крвни суд, што може довести до хиперемије, утицати на физиолошка регулаторна дејства низводно од захваћеног дела крвног суда и повећати притисак на атеросклеротичне плакове који могу довести до руптуре крвног суда.  Зачепљење крвних судова се тренутно лечи хируршким уметањем стентова како би се отворили пречници крвних судова и повратио нормалан проток крви. 
Захваљујући разумевању импликације повећаног смичног напрезања на хомеостатске регулаторе, све више се развијају алтернативе, као мање инвазивне методе за лечење блокаде крвних судова.

### Ремоделирање крвних судова у кардиоваскуларним болестима
Васкуларна ремоделовање су основа патогенезе великих кардиоваскуларних болести. Физиолошко и патолошко васкуларно ремоделирање укључује разградњу и синтезу екстрацелуларног матрикса , процес који је покренут низом посебних протеаза, као што је матриксна металопротеиназа (ММП). ММП су ендопептидазе зависне од цинка које могу разградити већину протеина екстрацелуларног матрикса. Хомоцистеин може индуковати експресију МЦП-1 и МЦП-2 у ВСМЦ , што може бити последица активације ПКЦ и НФ-κБ, као и производње супероксида. Неке студије су показале да хиперхомоцистеинемија мења однос васкуларног еластина/колагена и активира ММП-2, што доводи до смањења еластичне усклађености крвних судова, и повезано је са смањењем производње азот оксида. Хомоцистеин такође индукује транслокацију активног тропонина из цитоплазме у митохондрије, што доводи до активације ММП-9 и ремоделирања екстрацелуларног матрикса.. Повећање оксидативног стреса активира ММП у срчаним фибробластима, што сугерише да оксидативни стрес игра важну улогу у васкуларном ремоделирању изазваном хомоцистеином.
Заједнички именитељ који се појављује у хипертензивном ремоделовању је рано повећање густине адвентивних ћелија што сугерише да адвентивне ћелије покрећу ремоделирање и могу да иницирају накнадне промене као што је преуређење глатких мишићних ћелија и екстрацелуларног матрикса. Организација васкуларних глатких мишићних ћелија прати редовне аранжмане који се могу математички моделовати. Код хипертензије, нови обрасци се могу квантификовати овим терминима и дати увид у то како структура утиче на функцију. Као и код глатких мишића, мало се зна о организацији васкуларног ендотела или његовој улози у васкуларном ремоделирању. Тренутна запажања сугеришу да може постојати блиска веза између спиралне организације глатких мишићних ћелија и основног обрасца ендотелних ћелија. Функција миоендотелних веза је тема од великог интересовања и може се односити на структуру унутрашње еластичне ламине кроз коју везе морају да прођу. Код хипертензивног ремоделирања ово мора представљати организациони изазов. 
| „ | Ремоделирање код хипертензије на моделу Модели хипертензије код пацова (индуковане фармаколошки, трансгенски или генетски) показују повећан број адвенцијалних ћелија. У мезентеричним артеријама из модела спонтане хипертензивне стопе склоне можданом удару ћелије налик адвентицији мигрирају из адвентиције у медијум, као у одговору адвентиције на директну повреду. Недавно се показало да је адвентитија најосетљивији слој крвног суда који реагује на повишење крвног притиска. Фибробласти су главни тип адвентивних ћелија укључен у васкуларно ремоделирање. Њихов примарни одговор, који може бити заједнички за неколико кардиоваскуларних болести, је пролиферација и миграција. Адвентицијски фибробласти могу да мигрирају након што се диференцирају у миофибробласте. Ова фенотипска трансформација је део одговора крвног суда на повреду, која се такође јавља у култури. Механизам је непознат, али вероватно укључује неуроендокрине рецепторе. | ” |

### Ремоделирање крвних судова код тумора
Раст тумора често доводи до реактивације раста крвних судова и васкуларног ремоделирања како би се ново ткиво прокрвило и одржало његово размножавање.  Показало се да се раст тумора самоорганизује и да се понаша сличније ткивима ембриона него ткивима одраслих. Такође, раст крвних судова и динамика протока у туморима се разматра   да се рекапитулира раст крвних судова у ембрионима у развоју.  У том смислу, ембрионално васкуларно ремоделирање може се сматрати моделом истих процесом којим се активира раст  тумора, а повећано разумевање ових путева може довести до нових терапеутика који могу инхибирати формирање тумора.

### Ремоделирање крвних судова као фактор зарастања рана и стабилизације трансплантата
Насупрот томе, ангиогенеза и васкуларно ремоделирање су важан аспект зарастања рана и дугорочне стабилности ткивних трансплантата.  Када је проток крви поремећен, ангиогенеза обезбеђује крвне судове који мигрирају у депривирана ткива и у њима обнављају перфузију. Стога, проучавање васкуларног ремоделирања такође може пружити важан увид у развој нових техника за побољшање зарастања рана и користи у интеграцији ткива из трансплантата и тиме смањењење учесталости њиховог одбацивања. 